# N890 (België)
De N890 is een gewestweg in de Belgische provincie Luxemburg. Deze weg vormt de verbinding tussen Chenois en Ruette. De totale lengte van de N890 bedraagt ongeveer 5 kilometer.